# Barou-en-Auge
Pour les articles homonymes, voir Barou et Auge.
Barou-en-Auge est une commune française située dans le département du Calvados en région Normandie, peuplée de 64 habitants.

## Géographie
La commune est située aux portes du pays d'Auge, en bordure de la plaine de Falaise. Elle en possède les deux aspects : d'un côté les haies et pâturages du pays d'Auge, de l'autre les labours ouverts de la plaine de Falaise.
| Morteaux-Coulibœuf | Louvagny       | Saint-Pierre-en-Auge (comm. dél. de Vaudeloges) |
| Morteaux-Coulibœuf | Barou-en-Auge  | Saint-Pierre-en-Auge (comm. dél. de Vaudeloges) |
| Morteaux-Coulibœuf | Norrey-en-Auge | Norrey-en-Auge                                  |

### Hydrographie
La commune est située dans le bassin Seine-Normandie. Elle est drainée par le ruisseau des Ruaux, le Beudron, le fossé 05 du Château et un autre petit cours d'eau,.

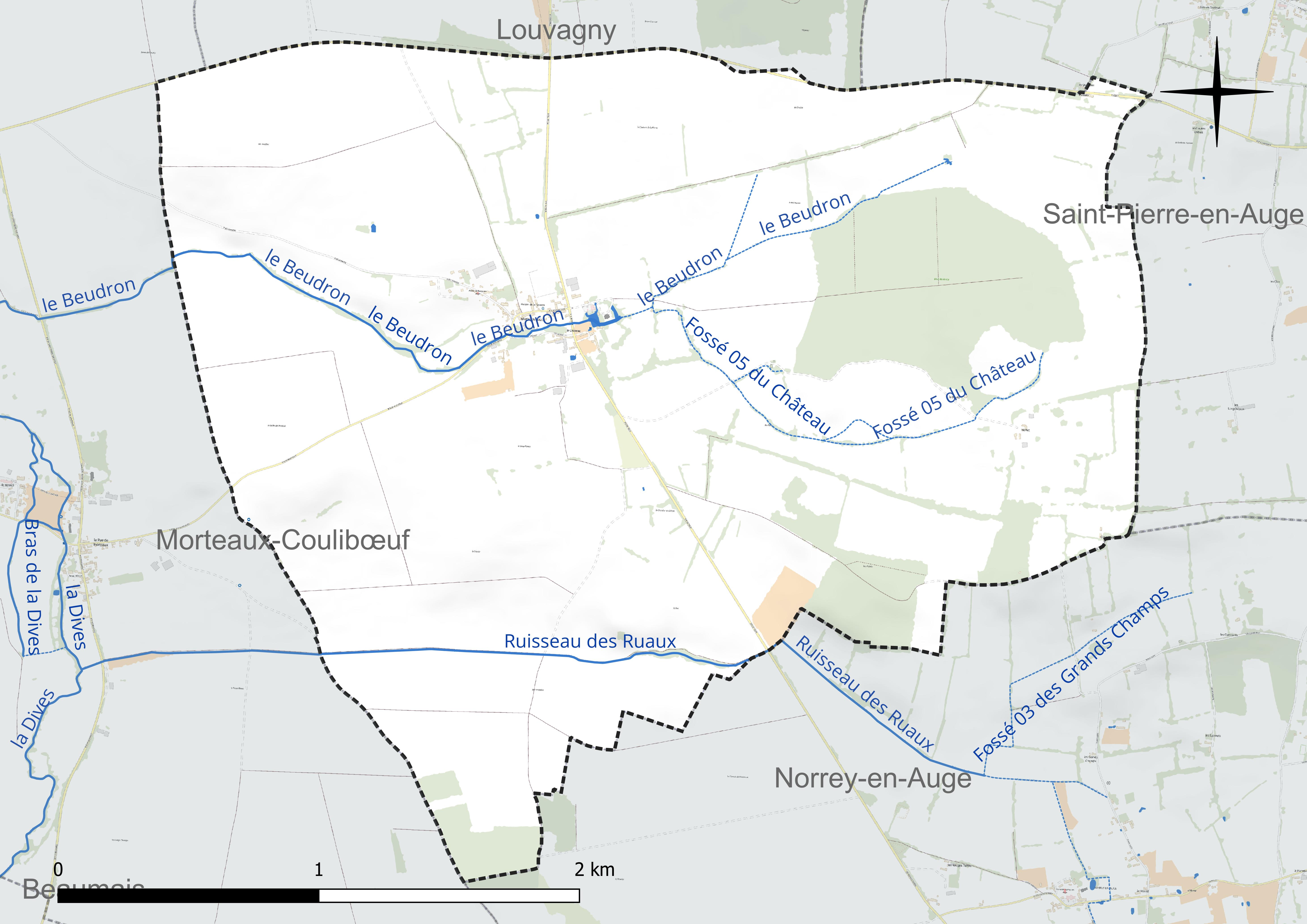
Réseau hydrographique de Barou-en-Auge.

### Climat
Pour des articles plus généraux, voir Climat de la Normandie et Climat du Calvados.
En 2010, le climat de la commune est de type climat océanique altéré, selon une étude du CNRS s'appuyant sur une série de données couvrant la période 1971-2000. En 2020, Météo-France publie une typologie des climats de la France métropolitaine dans laquelle la commune est exposée à un climat océanique et est dans la région climatique Normandie (Cotentin, Orne), caractérisée par une pluviométrie relativement élevée (850 mm/a) et un été frais (15,5 °C) et venté. Parallèlement le GIEC normand, un groupe régional d'experts sur le climat, différencie quant à lui, dans une étude de 2020, trois grands types de climats pour la région Normandie, nuancés à une échelle plus fine par les facteurs géographiques locaux. La commune est, selon ce zonage, exposée à un « climat des plateaux abrités », correspondant à la plaine agricole de Caen à Falaise, sous le vent des collines de Normandie et proche de la mer, se caractérisant par une pluviométrie et des contraintes thermiques modérées.
Pour la période 1971-2000, la température annuelle moyenne est de 10,5 °C, avec  une amplitude thermique annuelle de 12,7 °C. Le cumul annuel moyen de précipitations est de 705 mm, avec 11,4 jours de précipitations en janvier et 7,6 jours en juillet. Pour la période 1991-2020, la température moyenne annuelle observée sur la station météorologique la plus proche, située sur la commune de Damblainville à 5 km à vol d'oiseau, est de 11,6 °C et le cumul annuel moyen de précipitations est de 716,8 mm,. Pour l'avenir, les paramètres climatiques de la commune estimés pour 2050 selon différents scénarios d'émission de gaz à effet de serre sont consultables sur un site dédié publié par Météo-France en novembre 2022.

## Urbanisme

### Typologie
Au 1er janvier 2024, Barou-en-Auge est catégorisée commune rurale à habitat dispersé, selon la nouvelle grille communale de densité à 7 niveaux définie par l'Insee en 2022.
Elle est située hors unité urbaine et hors attraction des villes,.

### Occupation des sols
L'occupation des sols de la commune, telle qu'elle ressort de la base de données européenne d'occupation biophysique des sols Corine Land Cover (CLC), est marquée par l'importance des territoires agricoles (91,3 % en 2018), une proportion identique à celle de 1990 (91,3 %). La répartition détaillée en 2018 est la suivante : 
terres arables (69,7 %), prairies (11,4 %), zones agricoles hétérogènes (10,2 %), forêts (8,7 %). L'évolution de l'occupation des sols de la commune et de ses infrastructures peut être observée sur les différentes représentations cartographiques du territoire : la carte de Cassini (XVIIIe siècle), la carte d'état-major (1820-1866) et les cartes ou photos aériennes de l'IGN pour la période actuelle (1950 à aujourd'hui).

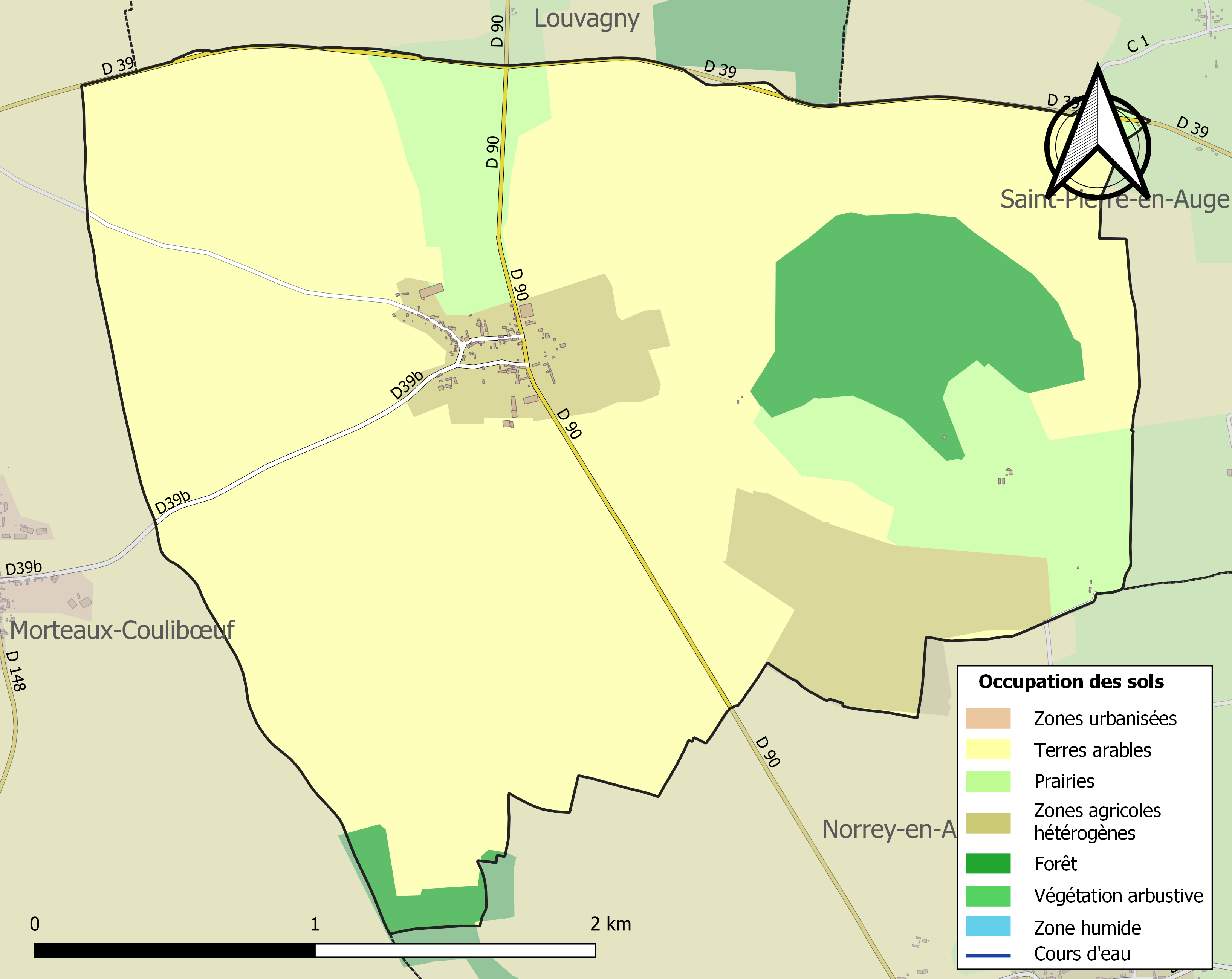
Carte des infrastructures et de l'occupation des sols de la commune en 2018 (CLC).

## Toponymie
La forme Barou est déjà attestée en 1417. René Lepelley en attribue possiblement l'origine au gaulois barro, barre en ancien français, « clôture », adjoint du suffixe gaulois de présence –avo : « les enclos ». Albert Dauzat évoque l'anthroponyme latin Barus.
La commune de Barou a été renommée Barou-en-Auge en 1936. Le pays d'Auge est une région naturelle et traditionnelle de Normandie.
Le gentilé est Conias,.

## Histoire
Le 10 novembre 1855, vers 10 heures du matin, un loup fut aperçu sur les terres de la commune de Barou. Après déclaration à la mairie de la dite commune, une battue fut organisée. Tous les habitants propriétaires d'un fusil devaient se rendre à la lisière du bois où le loup était entré. Après une poursuite épique à l'intérieur de celui-ci, le loup fut blessé à la suite de plusieurs coups de fusil. Il réussit à s'échapper pour se réfugier dans un petit bois situé sur la commune de Norrey. À huit heures du soir, le dit loup fut achevé par un journalier demeurant à Barou. Il s'agissait d'un loup d'environ 3 à 4 ans. Une prime de 12 francs fut accordée.
La poche de Falaise fut la dernière opération de la bataille de Normandie pendant la Seconde Guerre mondiale. Elle s'est déroulée du 12 au 21 août 1944 dans une zone située entre les quatre villes normandes de Trun, Argentan, Vimoutiers et Chambois pour s'achever près de Falaise.

## Politique et administration
| Période                                  | Période  | Identité                  | Étiquette | Qualité               |
| ---------------------------------------- | -------- | ------------------------- | --------- | --------------------- |
| avant 1988                               | 1989     | Gérard Jolivet de Colomby |           |                       |
| mars 1989                                | mai 2020 | Claude Laurent            | SE        | Retraité              |
| mai 2020                                 | En cours | Jean-Louis Gallet         | SE        | Restaurateur retraité |
| Les données manquantes sont à compléter. |          |                           |           |                       |

Le conseil municipal est composé de sept membres dont le maire et un adjoint.
Barou-en-Auge fait partie de la communauté de communes du pays de Falaise.

### Enseignement
- Écoles : regroupement pédagogique intercommunal du groupe scolaire de Morteaux-Coulibœuf, maternelle et primaire.
- Collèges et lycées à Falaise.

## Démographie
L'évolution du nombre d'habitants est connue à travers les recensements de la population effectués dans la commune depuis 1793. Pour les communes de moins de 10 000 habitants, une enquête de recensement portant sur toute la population est réalisée tous les cinq ans, les populations de référence des années intermédiaires étant quant à elles estimées par interpolation ou extrapolation. Pour la commune, le premier recensement exhaustif entrant dans le cadre du nouveau dispositif a été réalisé en 2004.
En 2022, la commune comptait 64 habitants, en évolution de −20,99 % par rapport à 2016 (Calvados : +1,58 %, France hors Mayotte : +2,11 %).
Au premier recensement républicain, en 1793, Barou comptait 285 habitants, population jamais atteinte depuis.
| 1793 | 1800 | 1806 | 1821 | 1831 | 1836 | 1841 | 1846 | 1851 |
| ---- | ---- | ---- | ---- | ---- | ---- | ---- | ---- | ---- |
| 285  | 234  | 238  | 245  | 212  | 226  | 224  | 219  | 224  |

| 1856 | 1861 | 1866 | 1872 | 1876 | 1881 | 1886 | 1891 | 1896 |
| ---- | ---- | ---- | ---- | ---- | ---- | ---- | ---- | ---- |
| 219  | 206  | 198  | 165  | 158  | 157  | 145  | 157  | 151  |

| 1901 | 1906 | 1911 | 1921 | 1926 | 1931 | 1936 | 1946 | 1954 |
| ---- | ---- | ---- | ---- | ---- | ---- | ---- | ---- | ---- |
| 141  | 147  | 142  | 128  | 118  | 118  | 122  | 126  | 103  |

| 1962 | 1968 | 1975 | 1982 | 1990 | 1999 | 2004 | 2006 | 2009 |
| ---- | ---- | ---- | ---- | ---- | ---- | ---- | ---- | ---- |
| 104  | 100  | 87   | 84   | 72   | 69   | 81   | 84   | 94   |

| 2014 | 2019 | 2022 | - | - | - | - | - | - |
| ---- | ---- | ---- | - | - | - | - | - | - |
| 84   | 70   | 64   | - | - | - | - | - | - |

## Culture locale et patrimoine

### Lieux et monuments

#### Église Saint-Martin
Une statue en haut-relief, représentant la Charité de saint Martin, est placée au-dessus du portail du clocher-porche. Celui-ci, daté du XVIIIe siècle, est séparé du reste de l'église à la suite de la disparition d'une grande partie de la nef à la fin du XIXe siècle. Il est surmonté d'une girouette ornée d'un drapeau tricolore au lieu du coq traditionnel (remplacé par la commune).
Le chœur du XIIIe siècle est éclairé de fenêtres ornées de lancettes gothiques. Les travées de la nef ayant subsisté sont fermées par une façade ornée d'un portail néo-gothique.
Au sud, accolée au chœur, la chapelle seigneuriale est voûtée sur croisée d'ogives reposant sur colonnettes. Au XVIe siècle, la seigneurie de Barou appartient à la famille Morell d'Aubigny. Guillaume, écuyer de la reine et gouverneur de Mortagne au Perche, décède en avril 1615. Témoins de cet évènement, sont présentes une dalle funéraire et une litre funéraire.
Une fresque à décor funéraire est peinte sur le mur. La conservation de ce type de décor est rare, les peintures murales étant fréquemment remises au goût du jour, recouvrant ainsi leur ornementation.

#### Ferme de la Taverne
La ferme de la Taverne était autrefois une taverne-auberge. Elle fait l'objet d'une inscription au titre des Monuments historiques depuis le 22 mars 1930. La façade postérieure et les deux pignons sont bâtis en maçonnerie, alors que la façade principale est constituée de pans de bois avec encorbellement, souligné aux deux angles des pignons. Cette construction mixte évoque à la fois le pays d'Auge, pour les colombages, et la plaine de Caen-Falaise, pour la maçonnerie calcaire, le bourg étant situé à la limite des deux. Les communs datent du XIXe siècle.

#### Ancienne tuilerie
Cette tuilerie est située sur les premières argiles du pays d'Auge et près du bois de Barou pour la proximité du combustible. En 1875, elle emploie de quatre à quinze ouvriers. Les origines de l'établissement ne sont pas connues : il est certain que la tuilerie existait déjà au début du XIXe siècle La tuilerie de Barou est demeurée la propriété de la famille Jolivet de Colomby jusqu'à nos jours. La tuilerie fut louée à la famille Bernuis. La tuilerie cessa définitivement ses activités durant la guerre 1914-1918, en 1916 avec le départ des hommes au front.
La fabrication était saisonnière : le printemps et l'été, on extrayait l'argile et on fabriquait les tuiles cuites en dix fournées annuelles. En effet, arrêtés pendant l'hiver (les ouvriers faisaient des bourrées), les travaux de la tuilerie recommençaient après la dernière gelée au mois d'avril. L'été, particulièrement durant la période des moissons, les ouvriers partaient faire la récolte.
Quelques éléments ont subsisté : l'emmottement du four, couverture d'isolation en terre pour la cuisson, la meule en granit servant à broyer l'argile, le bâtiment de fabrication de séchage et la loge du chauffeur qui surveillait la cuisson.

#### Le Chemin Haussé
La commune est traversée par une voie romaine le Chemin Haussé venant de Rouvres passant par Jort et se dirigeant vers Exmes.

### Activité et manifestations
- Comité des fêtes : « Animations et loisirs de Barou-en-Auge » (Albea).
- Chemin de randonnée balisé[29], dit de la Trappe au Loup.